# Big Machine Records
Big Machine Records est un label américain de disques indépendant spécialisé dans les artistes de musique country. Il a été lancé en 2005 par l'ancien exécutif de DreamWorks Records Scott Borchetta. Big Machine est installée à Nashville, au Tennessee, et ses disques sont distribués par Universal Music Group.
En 2019, Big Machine Label Group est racheté par Ithaca Holdings de Scooter Braun.

## Sous-labels
- The Valory Music - fondé en 2007[2]
- BMLG Records (anciennement Republic Nashville) - fondé en 2009[3]
- Big Machine Music - fondé en 2012[4]
- Nash Icon Records - fondé en 2014 avec Cumulus Media[5]
- BMJV Records (Big Machine John Varvatos Records) - fondé en 2017[6]

## Controverses
L’artiste principale de Big Machine fut Taylor Swift. Lors de l'achat de Big Machine, un scandale a éclaté au grand jour, en effet lorsque Taylor Swift a signé son contrat avec Big Machine ce dernier stipulait que les droits de ses titres enregistrés avec Big Machine ne lui appartiendraient pas. 
À la vente de Big Machine, Scooter Braun a revendu les droits des titres de Taylor Swift qui, par conséquent, ne pouvait plus les exploiter en représentation. Cet acte a beaucoup fait réagir les fans de l'artiste et a poussé Swift à réenregistrer ses albums.

## Artistes
- Brian Kelley
- Callista Clark
- Carly Pearce
- Danielle Bradbery
- Ella Mae Bowen
- Edens Edge
- Gary Levox
- Glen Campbell
- Jackson Dean
- Jay Demarcus
- Jennifer Nettles
- John 5
- Kristian Bush
- Midland
- Rascal Flatts
- Ray Wylie Hubbard
- Starcrawler
- Sugarland
- The Cadillac Three
- Tim Mcgraw
- Wanda Jackson